# 高麗隆彦
高麗 隆彦（こま たかひこ、1947年3月8日 - ）は、日本のエディトリアルデザイナー、装幀家である。東京生まれ。武蔵野美術大学卒業。哲学、思想書、文学書等を中心に多数の本の装幀を手がけている。本名長尾信（ながおまこと）。1992年より東京造形大学教授。
青土社、なくなった小沢書店の本等を多く手がける。

## 主な作品
- トランスビュー会社ロゴ
- 『現代思想の冒険者たち』全31巻 講談社
- 『バルトルシャイティス著作集』全4巻 国書刊行会
- 『種村季弘のネオ・ラビリントス』全8巻 河出書房新社
- 『アメン父』田中小実昌著 河出書房新社
- 『中国飲食文化』王仁湘著 鈴木博訳 青土社